# 布雷斯地区圣樊尚
布雷斯地区圣樊尚（法語：Saint-Vincent-en-Bresse，法語發音：[sɛ̃ vɛ̃sɑ̃ ɑ̃ bʁɛs]）是法国勃艮第-弗朗什-孔泰大區索恩-卢瓦尔省的一个市镇，属于卢昂区。 

## 地理
布雷斯地区圣樊尚（46°39'58"N, 5°3'40"E）面积15.75 平方千米，位于法国勃艮第-弗朗什-孔泰大區索恩-卢瓦尔省，索恩河畔沙隆东南22千米，卢昂西北16千米处。 。
与布雷斯地区圣樊尚接壤的市镇（或旧市镇、城区）包括：布雷斯地区圣艾蒂安、博德里耶尔、拉弗雷特、蒙特雷、布雷斯地区圣安德烈。
布雷斯地区圣樊尚的时区为UTC+01:00、UTC+02:00（夏令时）。

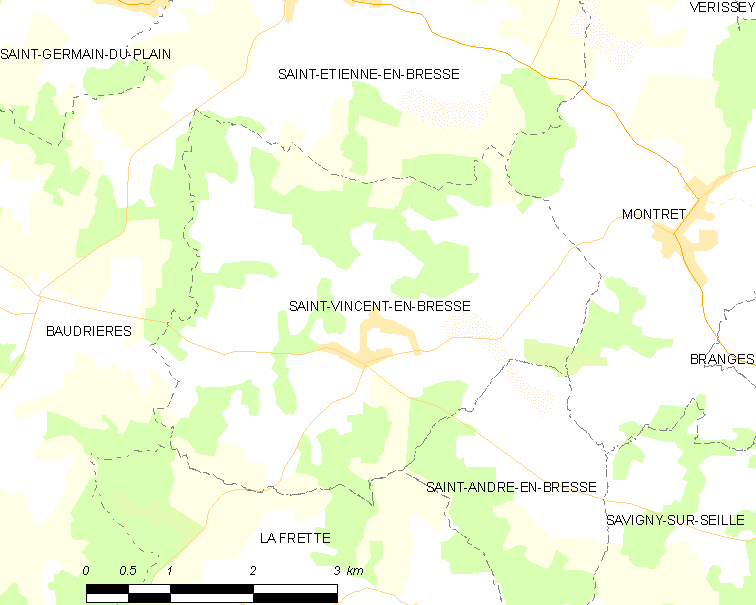
布雷斯地区圣樊尚的OSM定位图

## 行政
布雷斯地区圣樊尚的邮政编码为71440，INSEE市镇编码为71489。

## 政治
布雷斯地区圣樊尚所属的省级选区为卢昂县。

## 人口

1962-2008年间布雷斯地区圣樊尚人口变化图示

布雷斯地区圣樊尚于2022年1月1日时的人口数量为581人。